# Libs of TikTok
Libs of TikTokは、元不動産業者のチャヤ・ライチクが所有している反LGBTの極右Twitterアカウントである。
ハンドル@libsoftiktokとして知られるこのアカウントには、2022年11月の時点で150万人を超えるフォロワーがおりアメリカの保守派と政治的右派の間で影響力を持っている。ライチクはロサンゼルス在住でアカウントを彼女自身の手でフルタイムで運営していると語る。
Libs of TikTokのアカウントの投稿の一部は、教師や医療提供者、小児病院、LGBT団体に対する嫌がらせにつながっている。このアカウントは、特にトランスジェンダーの子供たちの医療に関連し、虚偽の主張と憎悪に満ちたコメントを広めている。また、LGBTの若者にメンタルヘルスサービスを提供したり学生向けにLGBTに関する性教育を提供する人々を小児性犯罪者に紐づけて「グルーマー」と称している。
2022年8月、Libs of TikTokは、ボストン小児病院と国立小児病院で未成年者に性別適合のための子宮摘出術が提供されていると誤って主張し、これにより爆破予告を含む両病院に対する嫌がらせキャンペーンが行われた。

## 概要
Libs of TikTokは左派やLGBTの人たちがTikTokなどのソーシャルメディア上に投稿したコンテンツを敵対的、嘲笑的あるいは中傷的なコメントを添えて再投稿しており、アカウントの投稿の一部は教師や医療提供者、小児病院、LGBT団体に対する嫌がらせにつながっている。NBCニュースはLibs of TikTokをボストン小児病院に対する「嫌がらせキャンペーンの主要な推進者の一人」と評している。FBIボストン特別捜査官のJoseph Bonavolontaは「暴力の脅威を与えることはいたずらでは済まされない連邦犯罪」と警鐘を鳴らしている。Libs of TikTokのソーシャルメディアアカウントは何度かの凍結を経験しており、TikTok上では永久凍結されている。

## アカウントの履歴

### 発端、オリジナル投稿、議事堂襲撃事件（2020年11月 - 2021年6月）
Libs of TikTokは2020年11月に@shaya69830552というハンドル名の個人アカウントとして開設され、その後@shaya_rayに名称変更した。The Daily Dotによれば、初期の頃には主にTwitterの著名な保守派のコメントに定期的に表示される返信アカウントとして運用されていた。
Libs of TikTokの名称になる前、ライチクはCOVID-19の深刻さを軽視したり、2020年の米国大統領選が不正選挙によってドナルド・トランプから盗まれたという陰謀論を宣伝したり、2021年の米国議事堂襲撃事件に参加していたことを示す投稿を行っていた。ライチクは国会議事堂の法執行官を批判し「法執行機関からのゴム弾が私のすぐ隣に1発当たった」とツイートしたが彼女はまた「数人の狂った人々」のようには国会議事堂に入らなかったと投稿し、一連の違法行為について「ほとんど平和だった」と述べた。
ライチクは後に議事堂襲撃について「ブラック・ライブズ・マターの抗議」と比較し平和的であると主張した。2021年の初頭には、このアカウントのフォロワーは1,000人にも満たなかった。この後、アカウントのハンドルは@cuomomustgoに変更され、当時のニューヨーク州知事アンドリュー・クオモの辞任要求に焦点を当てた投稿をおこなった。このアカウントは、カリフォルニア州知事のギャビン・ニューサムを呼び戻す取り組みを推奨した。2021年3月までに、ハンドルは@houseplantpotusに変更された。これは米国大統領ジョー・バイデンのホワイトハウスの観葉植物としてツイートするパロディアカウントであり、@houseplantpotusは2021年4月19日に「毎日山ほどのうんざりを見つけるのに役立つ」ことを約束すると謳う@libsoftiktokとなった。
2021年5月〜6月、プライド月間の前と最中に、Libs of TikTokはアンチLGBTのコメントを添えた投稿を開始した。この中にはLGBTの人々を侮辱するためにグルーミングという言葉を使用した、彼女の最初の投稿が含まれていた。The Daily Dotによるとライチクは現在は廃止されたTwitterアカウント@NewYorkIsShittyも運営していた。

### メディアの注目（2021年8月 - 2022年4月）
2021年8月、ポッドキャストの司会者であるジョー・ローガンが「The Joe Rogan Experience」でLibs of TikTokのプロモーションを開始し、フォロワーの大幅増につながった。ローガンに宣伝される前、Libs of TikTokは約6万5千人のフォロワーを獲得していた。同月、弁護士で共和党工作員のグラント・ラリーは、Libs of TikTokを「ニュースレポーターサービス」として商標を申請した。Libs of TikTokは、ドナルド・トランプ・ジュニア、ジャーナリストのグレン・グリーンウォルド、政治評論家のタッカー・カールソン、ジェシー・ワターズ、ローラ・イングラハムによって宣伝され、ニューヨーク・ポスト、ザ・フェデラリスト、ポスト・ミレニアル、FOXニュースなどの右派系ニュースで取り上げられた。また、Libs of TikTokの投稿はテレビ番組の共同司会者でもあるメーガン・マッケインによってリツイートされた.。
2022年4月、保守的なキリスト教風刺サイト「The Babylon Bee」のCEOであるセス・ディロンは、Libs of TikTokとの提携を発表した。ディロンはその後、Libs of TikTokを財政的に支援することを発表した。
Libs of TikTokの投稿主であることが明らかになる前、ライチクは何度か匿名でインタビューに応じ、その際、このアカウントからの投稿が複数の教師の解雇につながったと自慢していた。ライチクはフォロワーに、ジェンダーやセクシュアリティについて教える教師を排除するために、地元の教育委員会に参加するよう勧めていた。ライチクはニューヨーク・ポスト紙に、「私はお金や名声のためにやっているのではありません」「私は政治家でも、Twitterで認証マークが付くようなジャーナリストでもありません」と語っている。

### 正体の開示（2022年4月）
Libs of TikTokの投稿主は、匿名を条件に新聞やテレビのインタビューに登場するなど、匿名性を保つ努力をしていた。しかし、2022年4月、Libs of TikTokの正体について詳細が表面化し始めた。ソフトウェア開発者のトラヴィス・ブラウンはLibs of TikTokのアカウントの歴史を調べ、アカウントの作成者としてチャヤ・ライチクを名指しした。連邦選挙委員会の寄付記録によれば、ライチクは2020年と2021年に共和党の政治家に寄付をしていた。
2022年4月19日、ワシントン・ポストはジャーナリストのテイラー・ローレンツによる記事を掲載し、ライチクの正体をさらに公にし、彼女がブルックリンで不動産業に従事する正統派ユダヤ人であることを指摘した。これらはLibs of TikTokの初期のTwitterアカウントからかき集めたものだった。この記事のオンライン版には当初、ライチクの不動産免許証へのリンクが含まれていたが、後に削除された。
この記事は、主にアメリカの保守派を中心に物議を醸した。ローレンツがドキシングを行ったこと、ライチクの宗教に言及した反ユダヤ的な態度、かつてオンラインハラスメントを批判する発言をしていたことに触れて偽善者であると述べるなどの批判が寄せられた。ライチク自身もローレンツの晒し行為を非難し「決して沈黙することはない」とニューヨーク・ポスト紙に語った。また、ライチクはローレンツが言論の自由を侵害したとも非難した。一方、ローレンツを支持する人たちは、ライチクの支持者が小児性愛だと中傷された教員の晒し行為に熱中していることを指摘した。ローレンツはトロールによって彼女の家族全員が晒されたこと、インスタグラム上でタグ付けした友人たちが晒しやオンラインのストーキングにあっていることをツイートしている。ローレンツは、ライチクの情報はすでに公開されているものだと主張している。
保守派の中には、ローレンツ氏がライチク氏の親族の家を訪問したのは嫌がらせだと言う人もいた。これに対してジャーナリストたちは、訪問は取材手順の標準的な部分であると反論した。ローレンツとワシントン・ポストは報道に問題はなかったとし、ローレンツは保守派が「疑念を植え付け、ジャーナリズムの信用を失墜させようとしている」と非難している。ワシントン・ポストの上級編集者であるキャメロン・バーは、ポストは「（ライチクの）私生活に関する詳細を公表したり、リンクしたりしていない」と声明で述べた。一部のコメンテーターやLibs of TikTokは、記事が最初にリンクした不動産ライセンスに自宅の住所が含まれていたため、これに異議を唱えた。
Libs of TikTokは、当該の記事が公開された翌日に新たに約20万人のTwitterフォロワーを獲得した。

### 騒動（2022年4月 - 12月）
2022年4月、ワシントンポストがLibs of TikTokに関する記事を掲載したことを受け、削除された投稿を追跡するTwitterユーザーの@deletedtweet161は、Libs of TikTokが数日間に「少なくとも20のツイート」を削除したと発表した。アカウント作成以来、2,795件のツイートが削除されており、Twitterからの停止処分を受けてアカウントへのアクセスを回復させるために削除されたツイートもあったという。
2022年6月、Libs of TikTokは、米国内の全年齢向けのドラァグ・クイーン・ショーの場所を投稿した後、一部のツイートが削除された。カリフォルニア州サンロレンゾのある会場は、極右過激派グループ「プラウド・ボーイズ」に襲撃された。
ダラスとコー・ダリーンでのプライド・イベントも、Libs of TikTokが投稿した後、右翼過激派の標的となった。コー・ダリーンのイベントでは暴動を計画したとして、目的地に着く前に、武装極右団体パトリオット・フロントのメンバー31人が逮捕された。ライチクは、2017年の「ユナイト・ザ・ライト」集会に参加したことで知られる地元の白人民族主義者、デイブ・ライリーから、コー・ダリーンのイベントについての投稿を勧められたとされる。NPRは「投稿と過激派グループの活動との間に決定的な関連性はない」としたが、アラメダ郡保安官事務所の捜査官は、プラウドボーイズの対立はLibs of TikTokが引き起こしたものだと考えているという。
6月13日、ライチクは自宅にパイプ爆弾を投げ込むと脅されるなど「12件ほどの殺害予告を受けた」とツイートしている。
6月30日にはカリフォルニア州ウッドランドで、プラウドボーイズとされるグループが、LGBTに対して暴言を叫びながら、ドラァグ・イベントを開催しようとしていたバーに押し入ろうとした。その数日前、Libs of TikTokは、このイベントの予定についてツイートしていた。
10月下旬、ライチクは、ノースカロライナ州サンフォードにあるLGBTリソースセンターへのチャリティ企画として予定されていたドラァグ・ブランチにフォロワーの注意を引いた。プラウドボーイズのマスクをした16人ほどのメンバーが、このプライベートなイベントに抗議するために現れ、係員に向かって「グルーミング野郎」と叫び、「国家が支援する小児性愛」を非難する看板を掲げた。ライチクは、ブランチに参加予定だったドラァグ・クイーンの1人が「悪魔崇拝に影響されている」と主張したが、彼女が投稿で言及した人物はブランチでのパフォーマンスに招待されていなかった。ライチクがブランチについて投稿した後、会場のオーナーは、ソーシャルメディア上で殺害予告を受け取るようになったと述べている。地元の警察当局はイベントに対する脅迫を調査していると述べた。
11月には、サウスダコタ州立大学のLGBTQ学生グループが爆破予告のターゲットとなった。学生グループとイベントの中心となったパフォーマーによれば、Libs of TikTokは年齢制限のあった前年のイベントのシーンを利用して子ども向けであると主張した。大学の治安部隊は、ショー中に追加のセキュリティを提供するために呼び出され、参加者のバッグをチェックし、攻撃の可能性がないか群衆を監視するためにすべてのドアに警備員を配置した。
12月には、オハイオ州クリントンヴィルの学校が、Libs of TikTokの投稿をきっかけに、ドラァグ・クイーンの絵本読み聞かせイベントを中止した。

### 小児病院に関する投稿と爆破予告（2022年8月 - 9月）

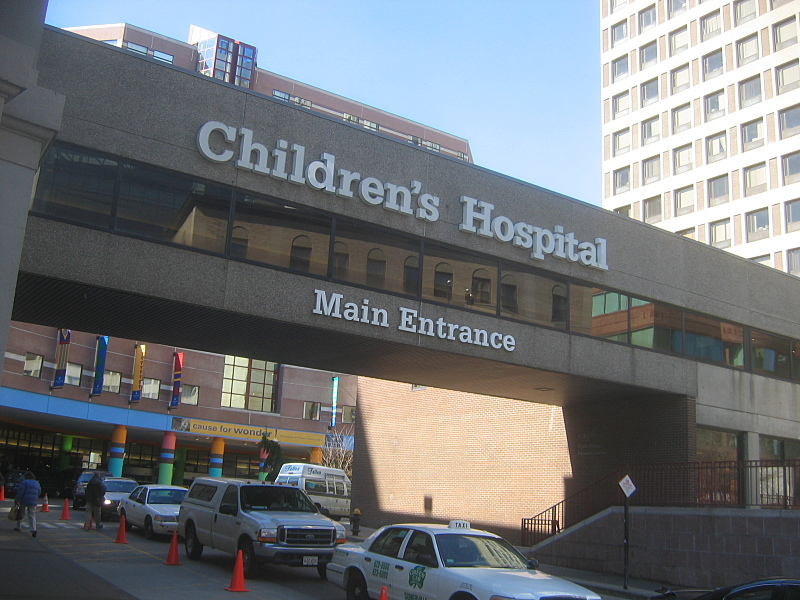
Libs of TikTokによって少女に対して性別適合手術を提供していると虚偽の投稿が行われたボストン小児病院のメインエントランス。

#### ボストン小児病院
2022年8月、Libs of TikTokは、ボストン小児病院および同病院が提供している性別適合医療について、未成年者に対して性別適合のための子宮摘出を行っているとの虚偽のツイートを13回行った。そのうちの1つのツイートには、同病院の婦人科医のひとりが性別適合手術について語る動画が転載されており、Libs of TikTokは「ボストン小児病院は今、少女たちに性別適合のための子宮摘出術を提供している」とのキャプションを添えた。医師は子供に性別適合手術を提供することは示唆していなかったにもかかわらず、病院にはネット上で大量の批判が寄せられるようになり、動画は削除された。
ボストン小児病院が幼い子供に子宮摘出手術を行っているというデマは、著名な保守系コメンテーターやThe Post Millennialなどの保守系メディアによって再掲載された。その結果、病院や職員、医療関係者は、メールや電話、インターネットを通じて殺害予告や暴力の脅し、その他の嫌がらせを受けることになった。ボストン小児病院の医師マイケル・オブライエンは脅迫のために「ボストン（小児病院）の小児患者は厳重なセキュリティのもとで診察を受けている」と語った。この嫌がらせキャンペーンにより電話が殺到し、患者が一時的に病院スタッフと話すことができなくなった。
8月30日、病院は電話で匿名の爆破予告を受け、一時封鎖に追い込まれた。この爆破予告が一連の嫌がらせと関係があるかどうかは不明である。9月9日には、ボストン小児病院は2回目の爆破予告を受け、同様に警察が対応した。9月15日、連邦捜査局は、トランプ前大統領と共和党に頻繁に献金していたマサチューセッツ州ウエストフィールドのキャサリン・リービーが、最初の爆破予告に関連して逮捕されたことを発表した。彼女は電話による偽の爆破予告を行った1件の罪で起訴され、最高で5年の禁固刑に処される可能性がある。報道を受け、Libs of TikTokは「これは素晴らしいニュースだ。暴力の脅威は常に真剣に受け止めるべきだ」とツイートした。逮捕者が判明するまで、Libs of Tik Tokは、爆破予告は左翼の仕業だろうと主張していた。
ワシントンポスト、USAトゥデイ、NPR、ポリティファクトは、Libs of TikTokのツイートや主張を虚偽であると否定している。同病院のウェブサイトや声明によると、同病院は「世界トランスジェンダー・ヘルス専門家協会（WPATH）」が策定した医療ガイドラインを遵守し、性器の手術を含む性別適合医療は18歳から35歳までの患者にのみ提供され、手術の相談は17歳から可能だという。病院側は声明で、"我々はこれらの攻撃を最も強い言葉で非難し、その根拠となる誤った物語を拒否する"と述べている。ワシントンポスト紙の取材に対し、ライチクは病院への脅迫に責任を感じているかという質問には答えず「我々はいかなる暴力行為／脅迫も100％非難する」と述べた。しかし、TikTokのLibsは病院への告発をやめたり、病院側の提供情報の共有を行うつもりはないとしている。
ワシントンポスト紙によると、同病院のウェブサイトのアーカイブ版には、膣形成術が同病院では17歳でも受けられると記載されていたとみられる。その後、同病院はウェブサイトを更新し、性別を確認する手術は18歳から35歳までの患者にのみ提供されるという方針を反映させた。また、同病院は、患者が手術の相談を受けられるのは17歳からであることを明確にした。
2022年9月18日、ロングウッド通りにあるボストン小児病院の外で、トランスジェンダーの若者向けサービスに反対する数人の抗議者と約200人の反対派が数時間にわたって集まり、武装したボストン警察官が両グループの衝突を回避する事態となった。

#### 国立小児病院およびその他の病院

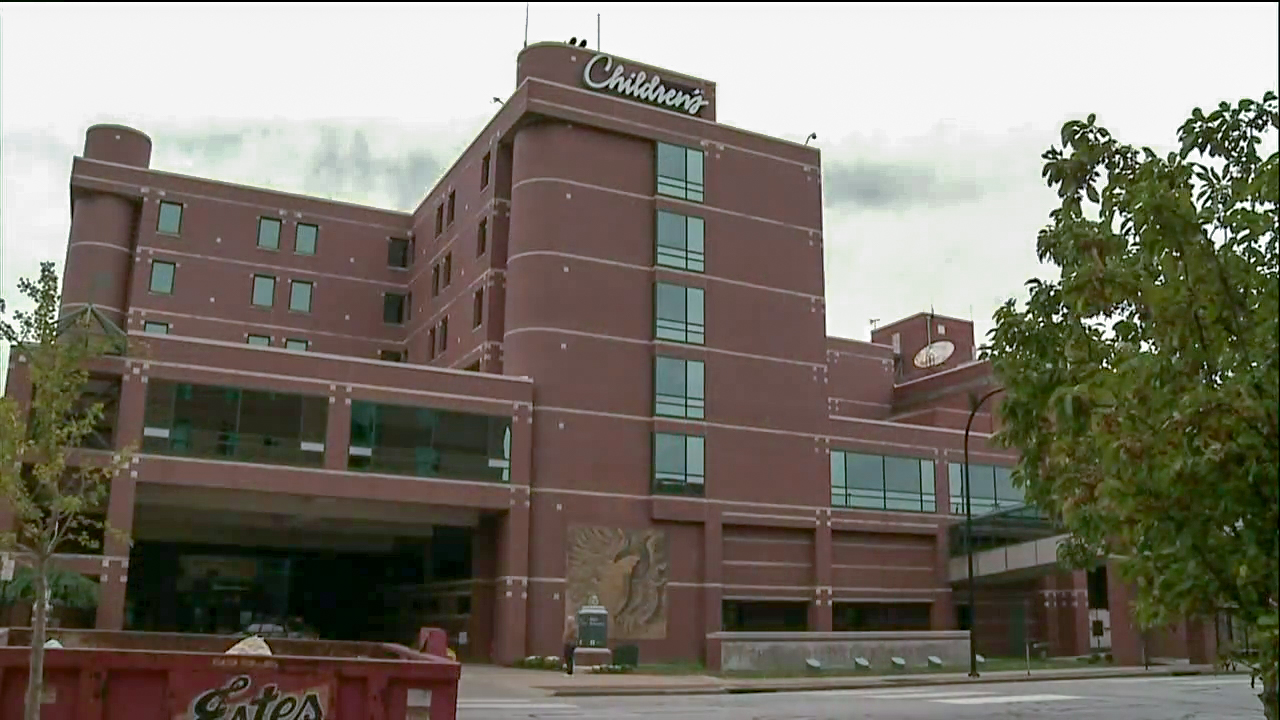
アクロン小児病院の入口。同じく小児に対する性別適合を行なっているとみなされ、Libs of TikTokによりターゲットにされた。

2022年8月25日、Libs of TikTokは国立小児病院の電話オペレーターが、16歳のトランスジェンダーの少年が同病院で子宮摘出手術を受けられると誤って示唆した録音を公開した。ある職員は、もっと若い患者でも子宮摘出手術の対象になると誤って述べた。Fox NewsやThe Daily Callerなどの右派メディアは、この録音に関する記事を掲載した。病院の広報担当者は「この活動家グループによって密かに録音された人たちは、誰一人として当院の患者に医療を提供していません。当院では、18歳未満の人に性別を確認する子宮摘出手術は、過去にも現在にも行っていません」と述べている。同病院のウェブサイトでは、以前、子宮摘出術は「0～21歳の患者」に行われると誤って記載されていた。同病院には、嫌がらせや「敵対的で脅迫的な大量の電話やメール」、さらに爆破予告が寄せられた。2022年9月2日現在、この録画はTwitterで110万回以上再生されている。
2022年9月、Libs of TikTokはアクロン小児病院がトランスジェンダーの若者に性別適合ケアを提供しているという2019年の記事を転載し、病院の処置について誤解を招くような投稿を複数行った。その後、同病院はソーシャルメディアユーザーから脅迫を受け、ウェブサイトの性別適合ケアのセクションを一時的に削除した。また同病院は、従業員や提供している医療に関する情報も削除した。同病院は声明で「当院のプログラムおよび医療提供者の仕事を誇りを持って支持する」と述べた。
アクロン小児病院に対する脅迫に対し、オハイオ州選出のケイシー・ワインスタイン議員は「匿名のTwitterアカウントに隠れて、子どものための病院を悪者にし、攻撃し、嫌がらせをするーそれを誇りに思うなんて、想像してみてほしい」とツイートした。。
9月23日、Libs of TikTokは、ウィスコンシン大学マディソン校の病院であるU.W. Healthの性別適合ケアのプログラムに関する投稿を行った。この病院に関する複数の投稿の中で、Libs of TikTokはある特定の女性医師を取り上げた。同日、Libs of TikTokはジョンズ・ホプキンス・オール・チルドレンズ病院の思春期クリニックで若い患者に "安全な空間 "を与えるために両親に数分間部屋から出てきてもらうという慣習について投稿を行った。
1週間のTwitter凍結処分を経て復帰したLibs of TikTokは、2022年10月、バーバラ・ブッシュ小児病院が性別適合ケアを提供していることについてツイートし、同院からケアを受けたトランスジェンダーの子どもに関するWMTW-TVのビデオを掲載した。Libs of TikTokはまた「彼らが何度私たちを検閲して黙らせようとしても、私たちは始めた仕事を決して止めない。私たちはどこにも行きません」と投稿した。
Libs of TikTokは、ネブラスカ州オマハの小児病院、ピッツバーグのUPMC小児病院、フェニックス小児病院などに対しても性別適合ケアに関する虚偽の主張を行い、電話での脅しや嫌がらせにつながっている。Libs of TikTokが特定の病院をターゲットにしてから、シカゴのルリィ子供病院を含む他の小児科施設も、性別適合ケアに関する嫌がらせや虚偽の主張に直面するようになった。2022年9月、Libs of TikTokの投稿を受け、ルリィ小児病院はセキュリティを強化し、トランスジェンダーの若者支援グループを対面式からオンラインミーティングに移行させた。

#### 反応

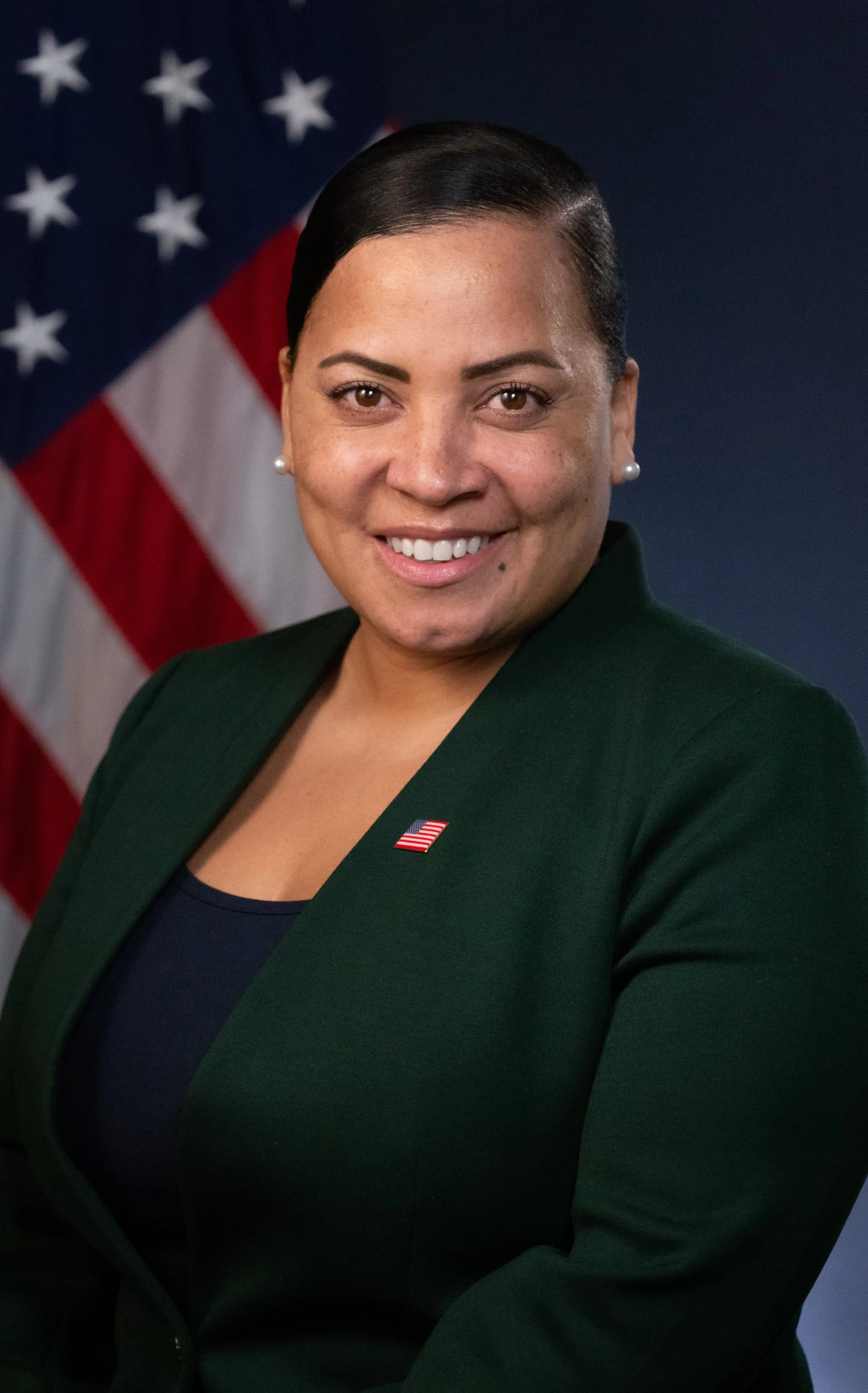
マサチューセッツ州の連邦検事レイチェル・ロリンズは、小児病院に対する攻撃を「憂慮すべきもの」と呼んだ。

NBCニュースはLibs of TikTokをボストン小児病院に対する「嫌がらせキャンペーンの主要な推進者の一人」と評している。同州の法務当局は、病院と患者を支援する声明を出し、ボストン警察の広報担当者は脅迫について調査中であると述べた。アメリカ合衆国司法省も脅迫の調査に乗り出し「法の下でのトランスジェンダーの平等な保護を確保する」と病院を支持する発言をした。FBIボストン特別捜査官のJoseph Bonavolontaは「暴力の脅威を与えることはいたずらでは済まされない連邦犯罪」と述べ「無実の人々を危険にさらすこれらの脅威は、法執行機関の実際の緊急事態への対応を妨げ、納税者にとっては高くつき、被害者と地域社会に過度のストレスを引き起こす」と付け加えた。マサチューセッツ州の連邦検事レイチェル・ロリンズは、この攻撃を「憂慮すべきもの」と呼び、「トランスジェンダーや多様なジェンダーの人々とその家族を支援する医療従事者は、恐れずにケアを提供する資格がある」と付け加えた、ボストン市長のミシェル・ウーは、病院に対して行われている脅迫を非難した。
ハーバード・ロースクールの臨床講師でトランスジェンダー活動家のアレハンドラ・カラバロは、「トランスフォビアやトランスジェンダーの人々への憎しみを理由に、子どもの病院への攻撃を正当化する人たちを見るのは非常に不愉快だ」と述べている。フロリダ大学小児内分泌学教授のマイケル・ハラーは「多くの人が、そうした直接的な攻撃を避けるために、できるだけ静かに診療することを選んでいる」と述べ、「医療機関はウェブサイトを削除し電話番号の公表も控えている」と述べた。LGBT遠隔医療団体Folx Healthの臨床医ミシェル・フォルシエは、「子供たちは、あなたはおかしいというだけでなく、あなたを傷つけたいという重大なメッセージを受けとめている」と主張し「8歳や12歳の子供が受けるにはとても恐ろしいメッセージだ。子供も親も、みんな誰でも（病院の）ドアを叩くかどうか躊躇してしまうだろう」と語った。

### コロラド州での銃乱射事件
2022年11月20日、コロラドスプリングスのLGBTQナイトクラブで5人が死亡、数十人が負傷する銃乱射事件が発生した。この事件で、Libs of TikTokは再びメディアに注目された。銃乱射事件の標的となったクラブQでは、全年齢層向けに宣伝されたものも含め、頻繁にドラァグ・イベントが開催されていた。インディペンデント紙は、子どもも参加できるドラァグ・イベントについてLibs of TikTokがソーシャルメディアを通じて否定的な関心を集め、彼女の投稿を見たフォロワーから客やパフォーマーに対して嫌がらせや脅迫がしばしば送られていることを指摘した。銃撃事件の数時間後、ライチクは虐殺事件が起きた同州の「ドラァグ組織」をTwitter上で標的とし、ドラァグ・イベントを支持するコロラド州議員2人（うち1人はトランスジェンダー）の名前に下線を引いた。
LGBT雑誌のアドボケイトはこの投稿について「クラブQの銃乱射事件のニュースが広がった数時間後に、例えばライチクは、同州での他のドラァグが来るイベントについて投稿し、反LGBTQ+のメッセージを倍増させた」と批判した。彼らは以前にも「Libs of TikTokなどのソーシャルメディアアカウントは、周縁化されたグループに対する過激派の怒りを引き起こすが、扇動者がその行為の責任を否定できるような曖昧な表現を用いて確率テロを行う」とのインタビュー記事を掲載していた。

## アカウントの処遇

### Twitter
TwitterはLibs of TikTokを5回、一時凍結している。
ワシントンポストによると、Twitterの社員らは社内のSlackの会話で、Libs of TikTokに対してより多くの行動を起こすよう促していた。ある社員は、ライチクの投稿によって誰かが殺されるのは「時間の問題」だと主張した。Twitterの幹部は、Slack上での会話が漏れる可能性があるとしてアカウントを凍結すべきかどうか議論することを「控える」よう従業員に求めた。Twitter社内のLGBTグループはLibs of TikTokを永久凍結するよう求めている。
2022年12月9日にバーリ・ワイスが公開したTwitter Filesによれば、TwitterがLibs of TikTokの表示を制限する運用を行っていたことが明らかになった。内部文書によると、同アカウントは間接的にサイトのルールを破ったとして停止対象となり、シャドーバンの対象となっていた。TwitterのCEOとなったイーロン・マスクは後に、サイトのコンテンツガイドラインは歴史的に右翼的な意見を表明するアカウントに対しては適用、左翼的な意見を表明するアカウントに対しては見逃されてきたと述べている。
これに対し、Slateのエヴァン・ウルクハートは、ワイス自身の過去の出版物からも、Libs of TikTokがこれまで優遇されてきたこと、モデレーターが同アカウントに対していかなる措置も取らず、代わりに問題を上層部に上げるように指示されていたことは明らかだと主張した。さらにウルクハートは、ワイスによるLibs of TikTokの描写は、保守的な意見と確率的テロリズムや過激派を混同しており危険であると主張した。

### その他のプラットフォーム
Libs of TikTokは、以前TikTokにアカウントを持っていたが、2022年3月にTikTokのコミュニティガイドラインに違反したため凍結された.。
5月27日、Libs of TikTokはInstagramからアカウント凍結処分を受け、同日に凍結が取り消された。Metaの広報担当者はThe Daily Dotに「このアカウントは複数の著作権に関する苦情を受けて自動的に無効化された」「さらに調査したところ、苦情に問題が見つかったため、アカウントを元に戻した」と述べた。
8月17日、Libs of TikTokは、プラットフォームの「コミュニティ基準」に違反したとしてFacebookから停止された。ライチクによれば「永久凍結」と言われたそうだが1日も経たないうちにアカウントは復活した。Facebookは、アカウントが誤って凍結されたとしている。LGBT団体GLAADは、アカウントの復活を批判した。
8月30日、活動家らは電子商取引プラットフォームのShopifyに圧力をかけ、Libs of TikTokを脱退させるキャンペーンを開始した。活動家たちは、ライチクのストアがヘイトに満ちたコンテンツや、嫌がらせ、いじめ、脅迫につながる商品やサービスを禁止するShopifyの許容使用ポリシーに違反していると主張している。9月1日現在、4,300人以上のユーザーが、Libs of TikTokを外すようShopifyに要望を提出している。Shopifyは声明の中で「我々は様々な世界観を持つ、あらゆる種類のビジネスを受け入れている」と、Libs of TikTokを擁護している。